# Mosquée de Hotan
La mosquée de Hotan (chinois : 和田清真寺 / pinyin : Hétián Qīngzhēnsì / ouïghour : مەسچىد خوتەن), ou la mosquée Jiaman (chinois : 加曼清真寺 / pinyin : Jiāmàn qīngzhēnsì), est un édifice religieux ouïghour consacré au culte musulman, situé à Hotan dans la région autonome du Xinjiang.

## Histoire
La grande mosquée de Hotan est construite en 1870, époque où la région était brièvement indépendante de la dynastie Qing. Elle est dédiée à Habibullah Khan, dirigeant du bref khanat de Khotan.

## Architecture
Le complexe comprend une grande salle de prière, une grande arche et un centre d'études des écritures reliée à l'édicice principal par une autre entrée. La grande arche est faite d'un édifice de briques faisant face au sud (à La Mecque) entouré de deux colonnes surmontées de lanternes, aux murs décorés d'arabesques, qu'on retrouve sur le contour de l'arche. Le minaret, construit sur le toit séparément, est plutôt bas et est couronné d'un dôme circulaire. Il comprend six fenêtres festonnées. 
Après avoir passé l'arche, une allée de peupliers mène à la cour intérieure. À l'ouest de ces arbres se trouve la salle de prière, un long bâtiment au toit plat. Elle a une salle intérieure et un espace extérieur, adapté à la prière pendant les temps plus doux, un type d'arrangement commun dans les mosquées du Xinjiang. Les deux sections sont divisées par des colonnes de bois. Les murs intérieurs de la salle de prière sont fais de briques blanchies à la chaux et couvertes de lambris turquoise. Des médaillons et des plaques ornées d'arabesques couvrent ces murs.